# 스키조타이피
심리학에서 스키조타이피(schizotypy)는 사람의 특성이 단지 이분화로서 정신병자 혹은 정상인으로 나뉜 게 아닌, 연속체적 개념으로서 분열적, 공상적 상태에서부터 심각한 상태의 정신병으로 나뉜다는 이론이다.
기존 정신병의 범주적인 관점은 어떤이가 정신병을 가지고 있나 혹은 없나 이분화로서 존재해왔다. 스키조타이피의 관점으로서 사람의 정신적 특성은 이분화된 논리가 아닌 퍼지논리로 존재한다.

## 개념의 발달
정신병의 범주적 관점은 Emil Kraepelin라는 인물이 처음 개념을 제창하였다. Emil Kraepelin은 정신병의 의학적 진단과, 여러 가지 형태의 정신병의 분류법의 기준을 세운 사람이다. 특히 그는 조울증과 조현병 그리고 정신증이 아닌것들의 구분법을 만들었다. 현대의 진단체계는 정신병에 대하여 그가 제창한 범주적인 관점으로서의 정신병 이론을 받아들인다.
반면에 정신과 의사인 Eugen Bleuler 는 정신병의 범주적인 관점을 받아들이지 않았다. 그리고 그는 정신병이란 단지 사고와 행동이 극단적으로 표현된 형태라고 생각했다.
범주적 관점으로 존재하는 정신병 개념은 Hans Eysenck 그리고 Gordon Claridge에 의해서 크게 발달되었다. 그들은 성격과 행동의 비정상적인 변화를 이해하기 위해서 모색했다. Hans Eysenck 은 인지와 행동의 변화를 하나의 형태의 성격적 특색으로 개념화했다.

## 같이 보기
- 아포페니아
- 환각
- 파레이돌리아
- 정신증
- 조현병
- 분열형 인격장애